# 标幺值
标幺值（英語：Per-unit value），电力系统分析和工程计算时常用的数值记法，其值等于实际值（有名值）与某一选定的基准值的比值。标幺值与所选定的基准值有关，基准值改变了，各物理量的标幺值亦改变了。标幺值没有量纲，表示的是物理量相对各自基准值的大小。
臺灣用詞「標么值」中的「么」不是「麼」的簡化字，而是同大陸現用的「幺」，為数字1的別稱。

## 定义
标幺值{\displaystyle =}实际值 / 基准值
各物理量基准值的选择必须和其实际值具有相同的量纲，常用下标注B表示基准值，下标注*表示标幺值。
假设功率的实际值为{\displaystyle S}，基准值为{\displaystyle S_{B}}，则其标幺值为{\displaystyle S_{*}={\frac {S}{S_{B}}}}

### 例子
实际值为38.5kV的电压，当选取35kV为基准值时，其标幺值为1.1，当选取110kV为基准值时，其标幺值为0.35。

## 为什么要使用标幺值
①便于比较电力系统中各元件特性与参数；
②便于通过电气设备的标幺值参数来判断和比较其性能；
③简化计算，详见标幺制。